# Chactun
Chactun (en français : Pierre rouge ou Grande pierre) est un site archéologique maya de la période classique, situé dans l'état de Campeche au Mexique.

## Découverte
Il a été découvert en juin 2013 par une équipe internationale de chercheurs de l'Institut national d'anthropologie et d'histoire mexicain et de l'Académie slovène des sciences et des arts, dans le cadre du Projet de reconnaissance archéologique du sud-est du Mexique, dirigé depuis 1996 par l'archéologue slovène Ivan Šprajc, ; l'expédition a été financée par la National Geographic Society et des entreprises européennes (Villas, autrichienne, et Ars longa, slovène). C'est l'analyse stéréoscopique de photos aériennes qui a permis d'identifier la présence de vestiges archéologiques.

## Localisation
Le site se trouve sous une couche dense de végétation à 120 km à l'ouest de Chetumal et à 25 km du site archéologique de Xpujil, au nord de la réserve de la biosphère de Calakmul.